# Sabrina Impacciatore
Sabrina Impacciatore (Roma, 29 marzo 1968) è un'attrice, comica e imitatrice italiana.
Dopo essere salita alla ribalta in televisione partecipando a programmi quali Non è la Rai (1993-1994) e Macao (1997), ha esordito al cinema con il film Il compagno (1999), continuando poi a recitare in numerose pellicole tra cui L'ultimo bacio (2001) e La passione di Cristo (2004). Nel 2022 si è aggiudicata lo Screen Actors Guild Award per il miglior cast in una serie drammatica per la sua interpretazione nella serie televisiva The White Lotus.

## Biografia
Nata a Roma da padre abruzzese di Città Sant'Angelo e madre sarda di Burgos, ha seguito corsi di recitazione presso l'Actors Studio di New York e a Roma. Viene scoperta da Gianni Boncompagni il quale la lancia come ragazza pon pon a Domenica In, dove ha modo di animare alcune scenette comiche durante il gioco del "Cruciverbone". Finita quell'esperienza porta a termine gli studi di maturità, e nel 1993 inizia a lavorare nella redazione di Rock 'n' Roll, uno spin-off di Non è la Rai, programma al quale prende parte nel biennio seguente curando l'angolo della posta, del dibattito tra le ragazze del cast, e interpretando alcuni sketch comici; ha anche modo di esibirsi come cantante. Successivamente torna in TV nel 1997 interpretando il ruolo di Darla in Macao, sempre con Boncompagni. Nello stesso anno è anche protagonista della sitcom di Rai 2 Disokkupati, insieme a Paolo Ferrari, Pier Francesco Loche, Adolfo Margiotta e Stefano Masciarelli.
Negli anni 2000 conduce su LA7 la trasmissione La valigia dei sogni, e nello stesso periodo, con il film ...e se domani, vince il premio come migliore interpretazione femminile al Festival di Annecy. Sempre in questo decennio partecipa a varie trasmissioni televisive interpretando personaggi irriverenti, tra cui una parodia di Lara Croft, protagonista del videogioco Tomb Raider, in programmi come Ciro presenta Visitors; interpreta inoltre ruoli in radiodrammi o radiosceneggiati. Nel 2001 vince al Flaiano Film Festival come migliore attrice non protagonista per L'ultimo bacio. Nel 2004 è Santa Veronica nella produzione internazionale La passione di Cristo di Mel Gibson. Nel 2008 recita nel videoclip Drammaturgia del gruppo musicale rock italiano Le Vibrazioni, e riceve inoltre due candidature consecutive ai David di Donatello come migliore attrice non protagonista: una nel 2007 per N (Io e Napoleone) e l'altra nel 2008 per Signorina Effe. Nel 2009 è poi protagonista nella miniserie televisiva Due mamme di troppo su Canale 5.
Nel 2010 torna sul grande schermo con il film Baciami ancora di Gabriele Muccino, ed è scelta come conduttrice del Concerto del Primo Maggio, prima donna in assoluto nella storia della manifestazione. Nel giugno dello stesso anno partecipa a La camera scura, una mostra di foto d'attori, organizzata da Amnesty International e presentata a Roma, contro la pena di morte; nello stesso anno recita nel film Diciotto anni dopo, mentre nel 2011 è nel cast di Una donna per la vita. Tra il 2013 e il 2015 è poi tra le protagoniste delle pellicole Amiche da morire, Pane e burlesque e Sei mai stata sulla Luna? Nella seconda metà degli anni 2010 continua a dividersi tra fiction (Immaturi - La serie su Canale 5), cinema (Chi m'ha visto e A casa tutti bene), teatro (Venere in pelliccia) e televisione (DopoFestival su Rai 1).
Nel 2022 è tra i protagonisti della seconda stagione della serie statunitense The White Lotus, ruolo che le è valso, insieme al resto del cast, uno Screen Actors Guild Award per il miglior cast in una serie drammatica oltreché, a livello personale, una candidatura ai Premi Emmy come miglior attrice non protagonista in una serie drammatica.

## Filmografia

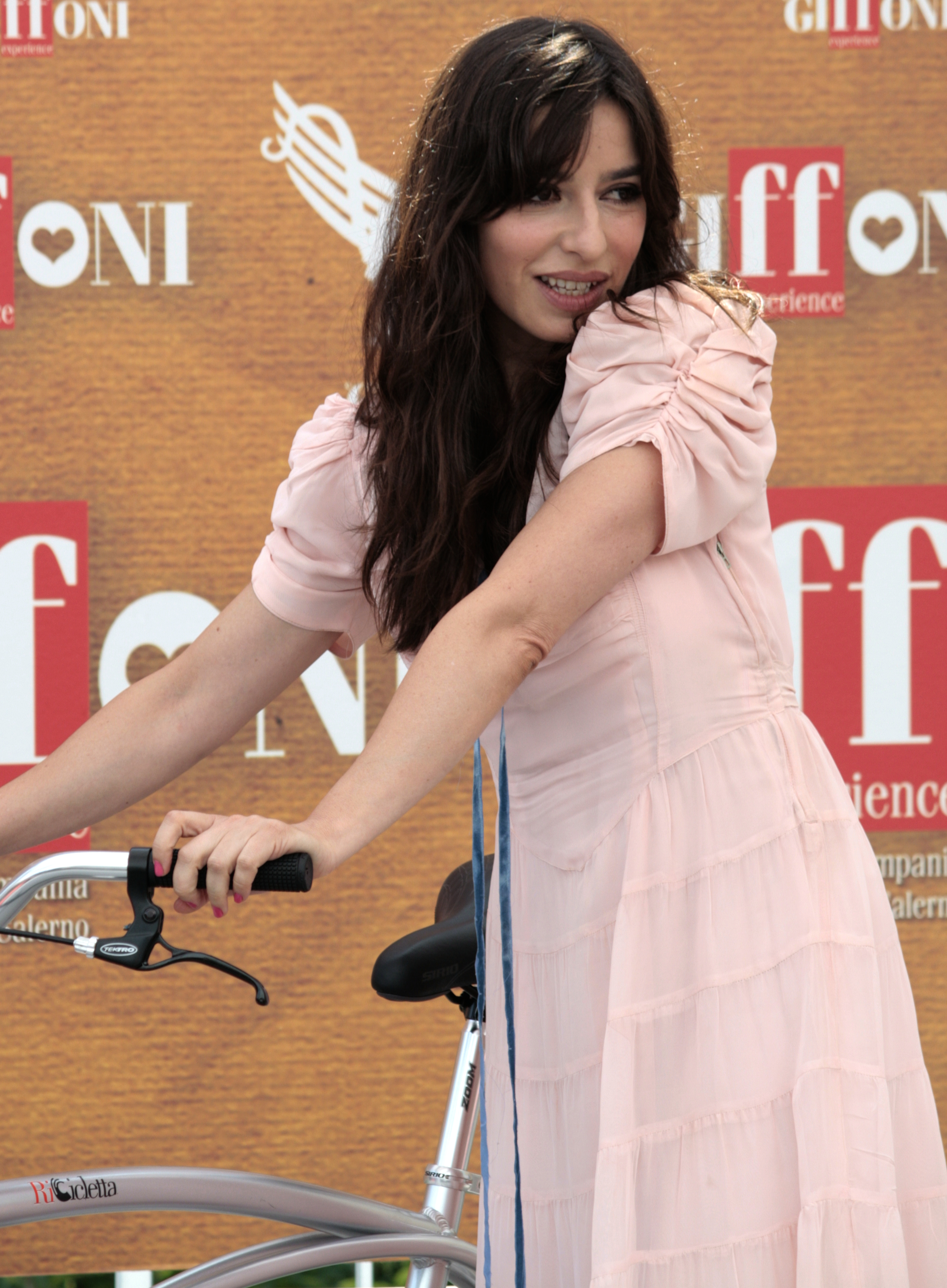
Sabrina Impacciatore al Giffoni Film Festival del 2010

### Attrice

#### Cinema
- Bar Roma, regia di Emanuela Del Monaco, Antonio Consentino (1999) - cortometraggio[25]
- L'ultimo bacio, regia di Gabriele Muccino (2001)
- Concorrenza sleale, regia di Ettore Scola (2001)
- Il mare, non c'è paragone, regia di Eduardo Tartaglia (2002)
- Gente di Roma, regia di Ettore Scola (2003)
- Al cuore si comanda, regia di Giovanni Morricone (2003)
- La passione di Cristo, regia di Mel Gibson (2004)
- La vita è breve ma la giornata è lunghissima – documentario (2004)
- Manuale d'amore, regia di Giovanni Veronesi (2005)
- ...e se domani, regia di Giovanni La Parola (2005)
- N (Io e Napoleone), regia di Paolo Virzì (2006)
- Signorina Effe, regia di Wilma Labate (2007)
- 2061 - Un anno eccezionale, regia di Carlo Vanzina (2007)
- Baciami ancora, regia di Gabriele Muccino (2010)
- Diciotto anni dopo, regia di Edoardo Leo (2010)
- Una donna per la vita, regia di Maurizio Casagrande (2011)
- Amiche da morire, regia di Giorgia Farina (2013)
- Pane e burlesque, regia di Manuela Tempesta (2014)
- Sei mai stata sulla Luna?, regia di Paolo Genovese (2015)
- Chi m'ha visto, regia di Alessandro Pondi (2017)
- A casa tutti bene, regia di Gabriele Muccino (2018)
- Il prigioniero, regia di Federico Olivetti – cortometraggio (2019)
- Anni da cane, regia di Fabio Mollo (2021)
- 7 donne e un mistero, regia di Alessandro Genovesi (2021)
- Di là dal fiume e tra gli alberi (Across the River and into the Trees), regia di Paula Ortiz (2022)
- Ragazzaccio, regia di Paolo Ruffini (2022)
- Greta e le favole vere, regia di Berardo Carboni (2023)
- G20, regia di Patricia Riggen (2025)

#### Radio
- Nessuno è perfetto – radiodramma (2007)

#### Televisione
- Disokkupati – serie TV (1997)
- Il compagno, regia di Citto Maselli – film TV (1999)
- Le ragioni del cuore, regia di Luca Manfredi, Anna Di Francisca e Alberto Simone – miniserie TV (2002)
- Doppio agguato, regia di Renato De Maria – miniserie TV (2003)
- Liberi di giocare, regia di Francesco Miccichè – miniserie TV (2007)
- Donne assassine – serie TV, 1 episodio (2008)
- Due mamme di troppo, regia di Antonello Grimaldi – film TV (2009)
- L'amore non basta (quasi mai...), regia di Antonello Grimaldi – miniserie TV (2011)
- Immaturi - La serie – serie TV, 8 episodi (2018)
- Illuminate: Oriana Fallaci, il lato oscuro della luna, regia di Marco Spagnoli – docu-film (2019)
- L'ispettore Coliandro – serie TV, episodio 8x02 (2021)
- The White Lotus – serie TV, 7 episodi (2022)
- Call My Agent - Italia – serie TV, episodio 2x06 (2024)
- The Paper – serie TV (2025)

#### Videoclip
- Drammaturgia - Le Vibrazioni (2008)
- Io che amo solo te - Fiorella Mannoia (2009)
- Baciami ancora - Jovanotti (2009)
- Mai saputo il tuo nome - Tiromancino (2014)
- Scusate se non piango - Daniele Silvestri (2019)

## Programmi TV
- Domenica in (1990-1991)
- Rock 'n' Roll (1993)
- Non è la Rai (1993-1994)
- Macao (1997)
- Ciro, il figlio di Target (1999)
- Convenscion (1999)
- Raiot - Armi di distrazione di massa (2003)
- La valigia dei sogni (2005)
- Concerto del Primo Maggio (2010, 2014)
- DopoFestival (2018)
- Alberto Sordi - Un italiano come noi (2020)

## Teatro
- Noi, Ripellino e lo Zar, regia di Gianfranco Evangelista (1988)
- Garage, regia di A. Belforte (1991)
- Finalmente soli, di Lawrence Roman, regia di Carlo Alighiero (1993)
- I/Solati - Sciugar Blus, di Gianni Marata, regia di Bruno Montefusco (1994)
- Carne di struzzo, testo e regia di Adriano Vianello (1994)
- Il mio boss ovvero Il boss di Bogotà, di Alain Raynaud-Fourton, regia di Carlo Alighiero (1996)
- Forever Blues, di Stefano Antonelli, regia di Maurizio Panici (1996)
- Telefonami in teatro, di Silvia Scola, regia di Nora Venturini (1998)
- Il cappello di carta, di Gianni Clementi, regia di Nora Venturini (1999)
- È stato così, di Natalia Ginzburg, regia di Valerio Binasco (2012)
- Venere in pelliccia, di David Ives, regia di Valter Malosti (2016)

## Doppiaggio
- Thandie Newton nel film La ricerca della felicità
- Lily nel film  Red

## Riconoscimenti
- David di Donatello
  - 2007 – Candidatura alla migliore attrice non protagonista per N (Io e Napoleone)
  - 2008 – Candidatura alla migliore attrice non protagonista per Signorinaeffe

- Nastro d'argento
  - 2001 – Candidatura alla migliore attrice non protagonista per L'ultimo bacio e Concorrenza sleale
  - 2004 – Candidatura alla migliore attrice non protagonista per Al cuore si comanda
  - 2007 – Candidatura alla migliore attrice non protagonista per N (Io e Napoleone)

- Ciak d'oro
  - 2007 – Migliore attrice non protagonista per N (Io e Napoleone)[26]
  - 2013 – Super Ciak d'oro[27]

- Premio Emmy
  - 2023 – Candidatura alla miglior attrice non protagonista in una serie drammatica per The White Lotus[24]

- Premio Flaiano
  - 2001 – Miglior attrice non protagonista per L'ultimo bacio
  - 2017 – Miglior interprete teatrale[28]

- Premio Flaiano per il teatro
  - 2017 – Premio all'interpretazione per Venere in pelliccia[29]

- Screen Actors Guild Award
  - 2023 – Miglior cast in una serie drammatica per The White Lotus[1]